# Nanesse
Nanesse ou, vernaculairement, Nanèsse, ce qui correspond en français au prénom « Agnès », est un personnage de fiction issu du folklore liégeois représenté, depuis le XIXe siècle, par une marionnette à tringle et, depuis 1995, par un géant.

## Le personnage
Nanesse est une botteresse (« porteuse de hotte » en wallon liégeois), qui s'affuble du costume traditionnel des porteuses du quartier populaire d'Outremeuse. Elle est aussi la binamèye crapåde (« gentille fiancée » en wallon liégeois) de Tchantchès.
Son caractère est à l'opposé de son spitan galant (« sémillant fiancé », « sémillant soupirant » en wallon liégeois). Elle est pleine de bon sens, courageuse à l'ouvrage, sévère, excellente cuisinière (d'après Tchantchès) et quelque peu jalouse. À la maison c'est elle qui poite li maronne (« porte la culotte » en wallon liégeois) ». Tchantchès n'a qu'à bien se tenir car si paile (« sa poêle à frire » en wallon liégeois) ne sert pas qu'à faire des vôtes. Dans la tradition, c'est le seul personnage autorisé à agresser verbalement ou physiquement Tchantchès sans que celui-ci ne riposte autrement que par de la diplomatie.

## Usages

### La marionnette
L'usage créateur du personnage est le théâtre de marionnette à tringle liégeois. Selon les règles de celui-ci, Nanesse, tout comme Tchantchès, fait partie du peuple ; elle mesure donc moins de 80 centimètres. Hormis la tête et les pieds, aucune autre partie n'est sculptée. Ces derniers sont constitués de sabots peints. Chacun de ceux-ci forme un tout avec la jambe réalisée dans le bois de tilleul. Ses vêtements sont ceux des ouvrières liégeoises de la fin du XIXe siècle. La manipulation se fait grâce à une tringle unique fixée au sommet de la tête. Son rôle est secondaire, elle n'apparait, en général, que dans des tableaux de la vie commune avec son « homme ».

### Le géant
C'est pour la première fois le 15 août 1995 que sont apparus aux fêtes du XV août d'Outremeuse les géants Tchantchès et Nanesse. Depuis 2006, les personnages de géants créés par L'association de la République libre d'Outremeuse sont au nombre de six.

La tête du géant de Nanesse, réalisée par la « Régie des bâtiments de la province de Liège » est conforme à celle de la marionnette du « Théâtre royal ancien impérial » du musée Tchantchès.

### Les sculptures

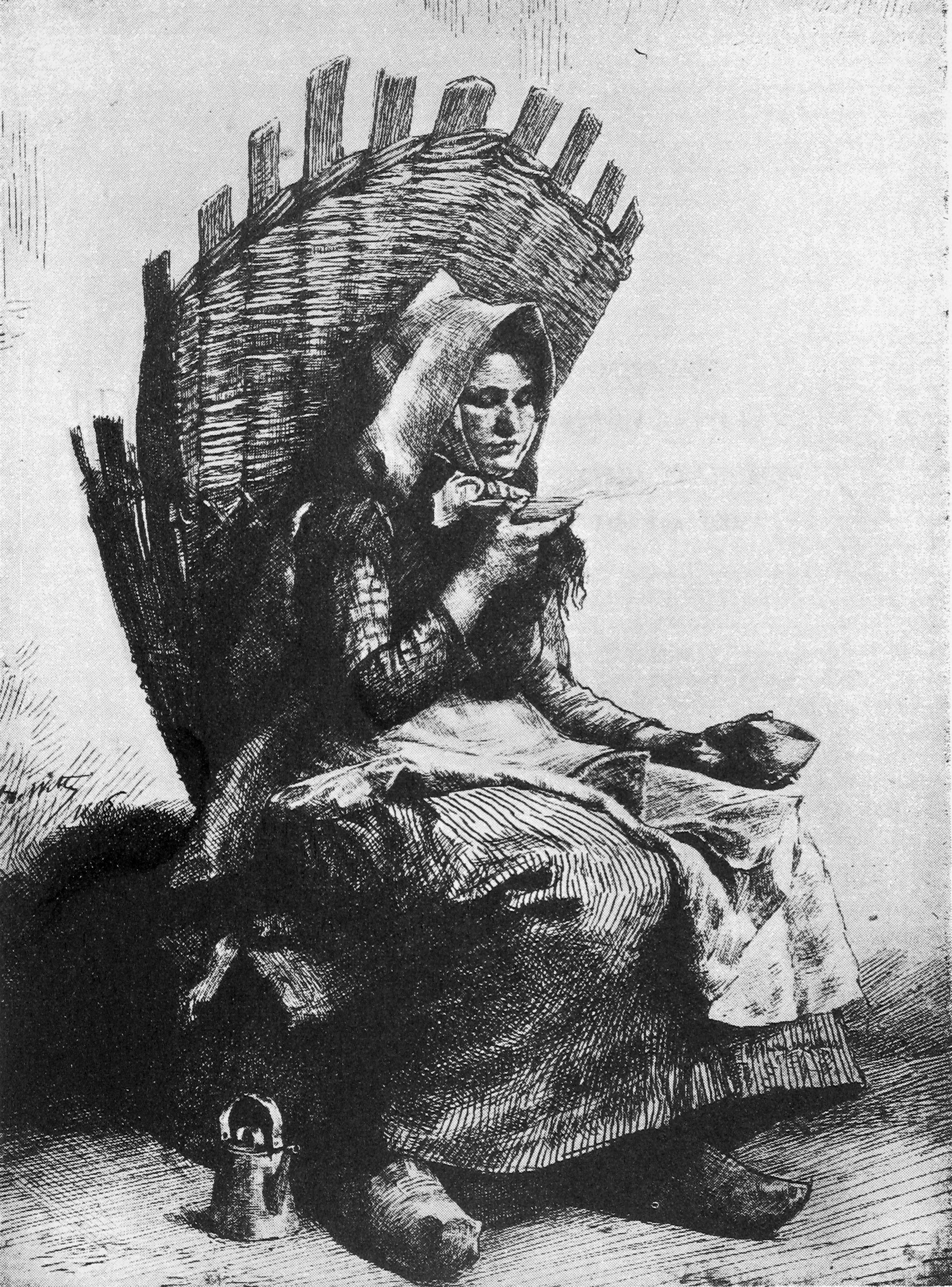
Botteresse au XIXe siècle

À l'instar de son compagnon, Nanesse possède aussi ses statues. Contrairement à la marionnette et au géant qui ont la physionomie d'une matrone, les sculptures de Nanesse ont toutes un air aguichant et déluré :
- elle possède sa statue, débitée dans le granite, entre les nos 1 et 3 de la rue du Stalon ;
- elle se trouve également, avec Tchantchès, dans le petit avion de la place Saint-Lambert, sculpture en métal de Jacqueline Hanauer d'après des dessins de François Walthéry[4] ;
- sa sculpture, trinquant avec son galant, se trouve aussi devant le no 35 de la rue Grande-Bêche en Outremeuse[5].

Contrairement à certaines croyances à propos du monument Tchantchès de Joseph Zomers érigé, en 1936,  entre la rue Pont Saint-Nicolas et la rue Puits-en-Sock appelé, à tort, par ces galguizouteus (« raconteurs de balivernes » en wallon liégeois) monument Tchantchès et Nanesse, ce n'est pas Nanesse qui tient la marionnette de Tchantchès  mais l’allégorie de la Wallonie prenant l'apparence d'une hiercheuse (« ouvrière qui tire les wagonnets de charbon » en wallon liégeois).

### Autres usages

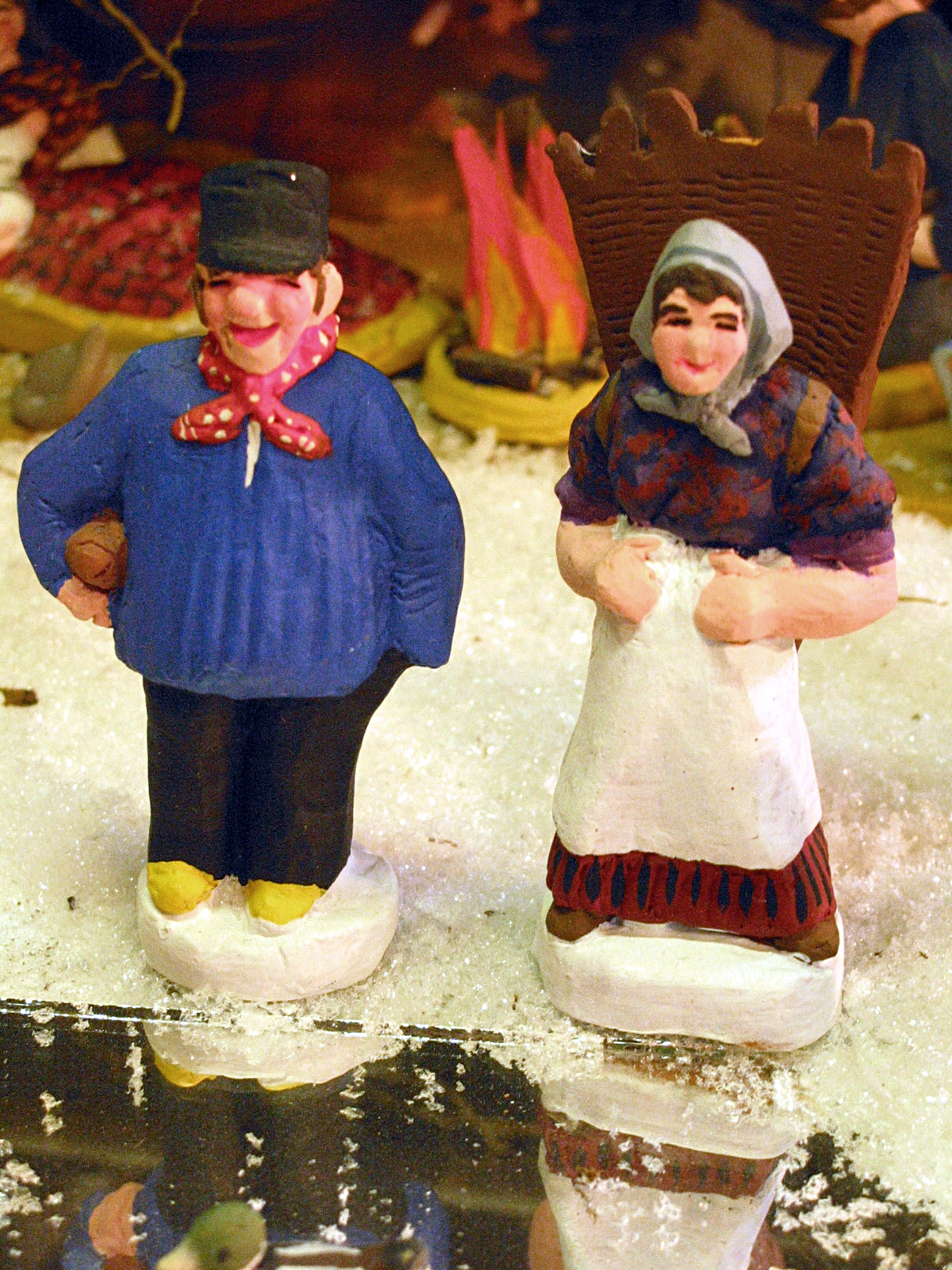
Santons wallons représentant Tchantchès et Nanesse.

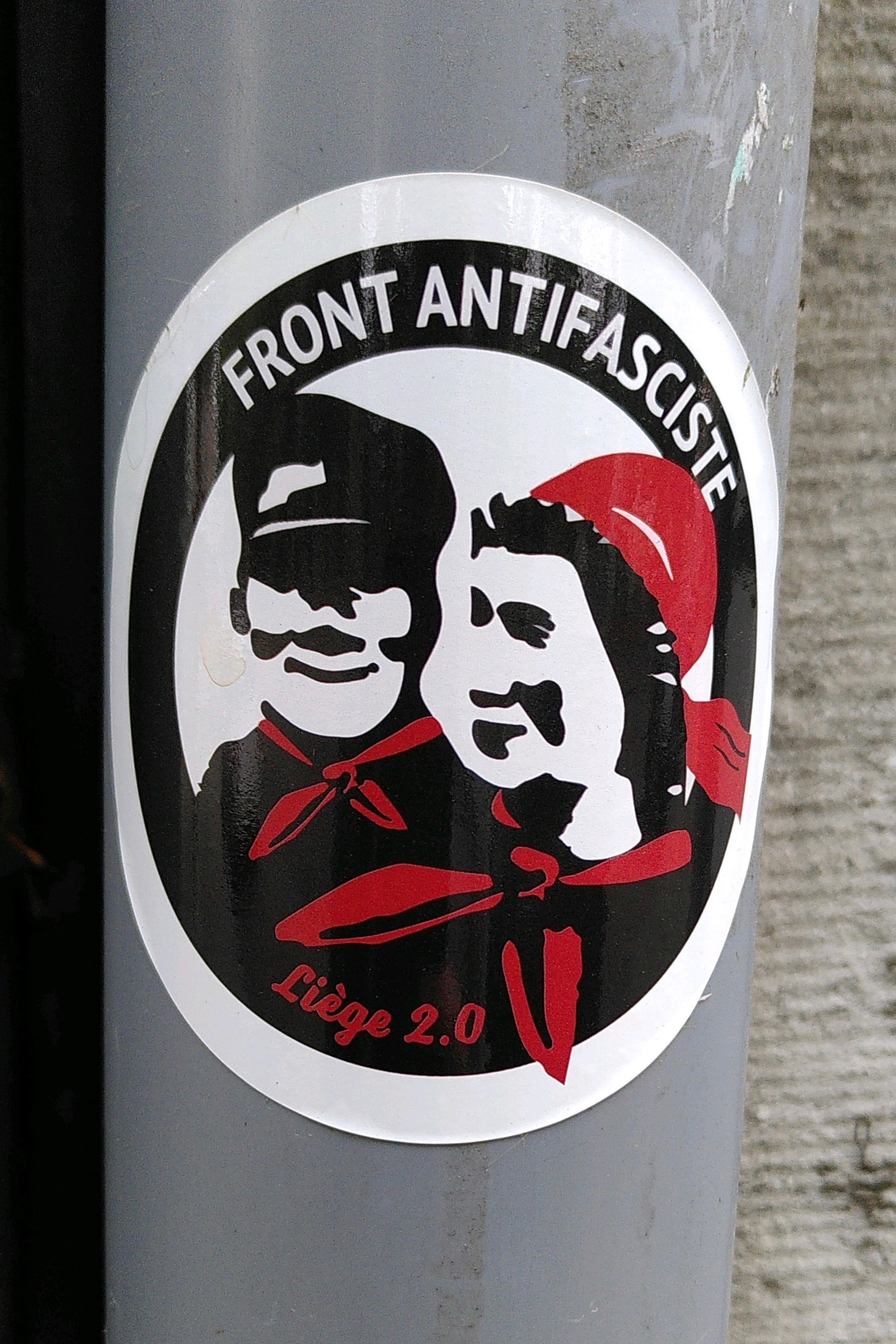
Autocollant antifasciste utilisant l'image de Tchantchès et Nanesse, photographié à Liège, en juin 2023.

- effigie au musée Tchantchès qui reçoit, tel si hanteu d'Tchantchès (« son amoureux Tchantchès » en wallon liégeois) ou le Manneken-Pis de Bruxelles des vêtements lors d'occasions spéciales ;
- deux établissements du secteur de l'HORECA de la cité principautaire utilisent le nom de baptême « Nanesse » dans leur dénomination sociale ;
- bière Nanesse : une bière belge brune, ambrée ou blonde titrant de 5,2 à 8,5°. Elle est brassée à Oleye[7] ;
- bloody Nanesse : entrée culinaire à base de tomate et de peket[8] ;
- tartine de Nanesse : tartine étalée avec du sirop de Liège et du fromage de Herve ;
- décoration du sapin de noël à son effigie[9] ;
- Nanesse et les Nanas : Trio de chanteurs des années 1970 dont les paroles du répertoire étaient en wallon liégeois[10].